# Scaptomyza nigrocella
Scaptomyza nigrocella är en tvåvingeart som beskrevs av Wheeler 1949. Scaptomyza nigrocella ingår i släktet Scaptomyza och familjen daggflugor.
Artens utbredningsområde är New York. Inga underarter finns listade i Catalogue of Life.